# علوم نرم
علوم نرم یا دانش نرم (Soft science)، به زمینه‌هایی از دانش گفته می‌شود که برعکس علوم سخت، به ریاضی‌شدن، به صورتی دقیق، بیان شدن، قابل تکرار یکسان در تجارب و آزمایش‌ها بودن، یا عینی و آفاقی (objective) بودن، تن نمی‌دهند.

## نمونه‌ها

### علوم اجتماعی
مقالهٔ اصلی: علوم اجتماعی
بخش‌هایی از علوم اجتماعی که به مطالعهٔ جنبه‌های وابسته به شخص (subjective)، وابسته به آراء بین اشخاص (intersubjective)، و ساختاری اجتماعات می‌پردازد، در قلمرو علوم نرم واقع می‌شود.